# La Bataille pour Wesnoth
Pour les articles homonymes, voir BFW.
La Bataille pour Wesnoth (The Battle for Wesnoth) est un jeu vidéo de stratégie au tour par tour en 2D sur plateau découpé en cases hexagonales. C'est un jeu libre sous licence GNU GPL, disponible pour plusieurs plates-formes dont GNU/Linux, Windows, AmigaOS, Mac OS X et iOS.
L'action se déroule dans un monde médiéval fantastique dont l'histoire est contée au cours des différentes campagnes du jeu.
Le jeu comporte des campagnes solos et un mode multijoueurs via Internet ou en local.
Si les anciennes versions ont dans le principe un gameplay similaire à celui de la version 1.10, les récents développements ont porté sur l'amélioration de l'interface, des graphismes plus soignés et l'inclusion d'un plus grand nombre de campagnes, ainsi que quelques changements au niveau des caractéristiques des unités.

## Système de jeu

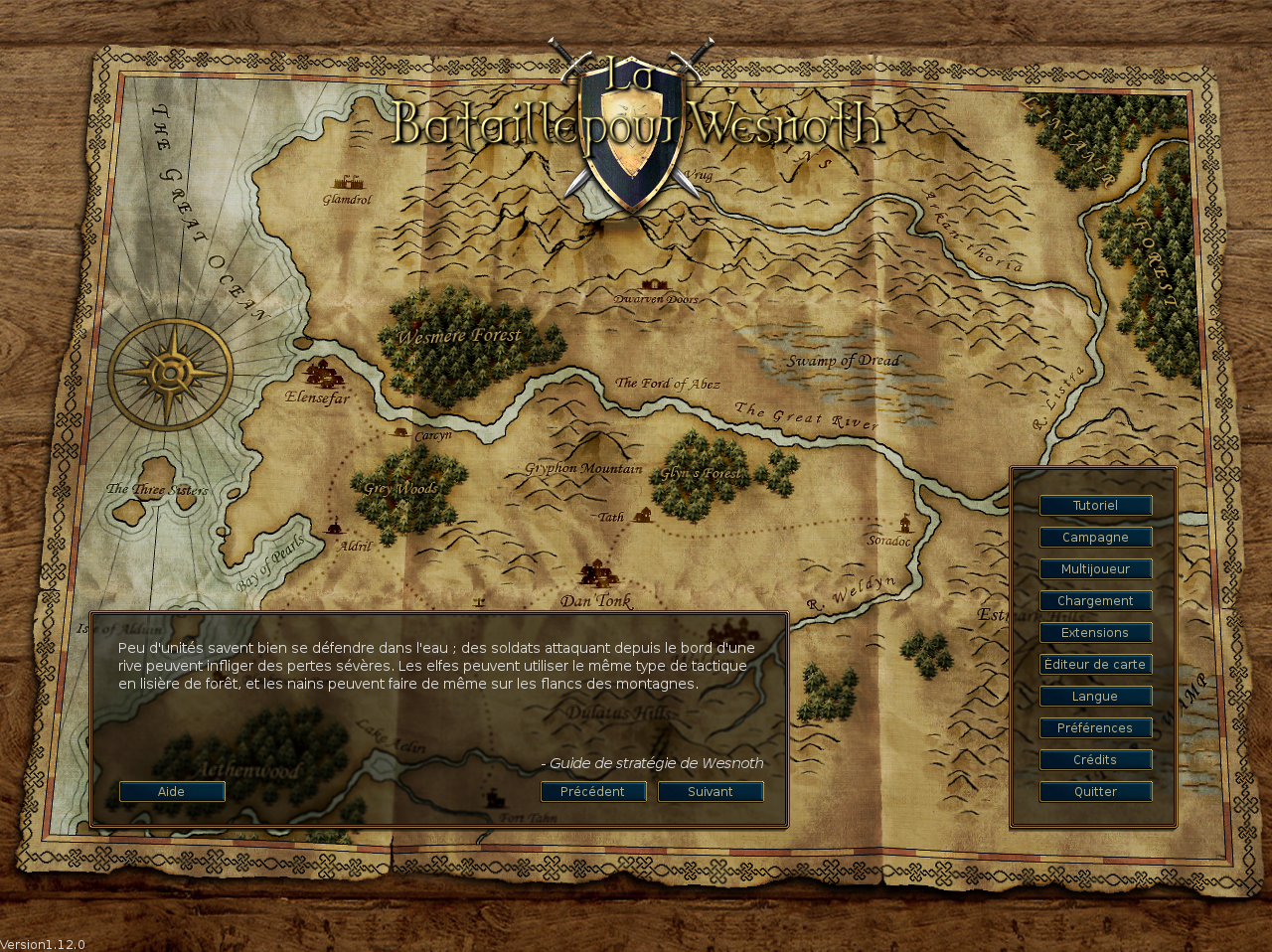
Écran d’accueil de The Battle for Wesnoth

Le joueur incarne un chef qui peut, depuis son donjon, recruter des troupes contre un montant en or. Cet or peut être obtenu en contrôlant des villages. En mode campagne, il s'ajoute à une part de celui conservé à la fin de la mission précédente. Il est aussi possible de rappeler les combattants d'une ancienne mission au sein d'une même campagne.
Toute unité possède une barre de vie, une barre d'expérience ainsi qu'une ou plusieurs attaques. Toute attaque est définie par un nombre de coups, un nombre de dégâts par coup, un type de dégâts ("coupe", "impact", "feu"...) ainsi qu'une portée "corps à corps" ou "distant". Pour attaquer, le joueur doit déplacer son combattant à une case de la cible et choisir l'attaque. Les chances de toucher dépendent principalement du terrain sur lequel se trouve la cible. Celle-ci pourra riposter uniquement si elle possède une attaque de même portée (corps à corps contre corps à corps et distant contre distant).
Pendant son tour, un joueur peut se déplacer et attaquer avec chacune de ses unités mais leur déplacement et leur action sont limités (6 cases de déplacement, une seule action…). Est considéré comme action la prise d'un village et l'attaque. 
Le but du jeu est généralement de tuer les chefs adverses. Et l'équipe sera désignée gagnante si elle est la seule à posséder au moins un chef encore en vie. Les autres équipes seront perdantes. Lors d'une campagne, une limite de tour est souvent imposée au joueur. Si ce dernier la dépasse, il perd.
Des troupes différentes et variées s'offrent au joueur selon la faction qu'il joue, (son héros peut, par exemple, être un humain, un elfe, un nain, un orc, un mort-vivant, etc.). Pour remporter la victoire, le joueur doit prendre en compte les forces et faiblesses de ses unités selon le moment de la journée, le terrain, leurs caractéristiques (vie, expérience, rapidité, etc.) et leurs résistances selon la nature de l'attaque (coupe, impact, feu…).

## L'univers de Wesnoth

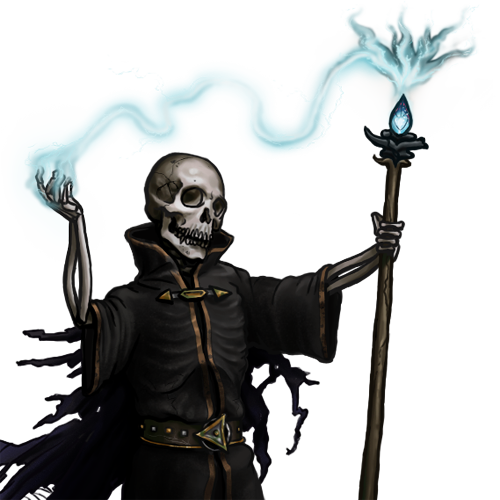
Liche dans Wesnoth, contribution d'un utilisateur, intégrée au jeu.

Les développeurs du jeu ont inventé un univers fictif où vivent les personnages du jeu et les différentes campagnes racontent son histoire. L'essor de Wesnoth relate la lutte du peuple d'Haldric contre les Wesfolk et les morts-vivants, puis leur migration de l'Île verte au Grand Continent et l'établissement du royaume de Wesnoth. La plupart des autres campagnes se situent à l'époque du royaume de Wesnoth et racontent souvent ses guerres contre ses voisins. Sous les Soleils Brûlants en revanche se passe des siècles, peut-être des millénaires après l'apogée et le déclin de Wesnoth et conte l'établissement d'un nouveau pays par les elfes, après qu'ils ont survécu aux dangers naturels et surnaturels de leur monde, puis vaincu leurs propres démons.
Le mot Wesnoth au début du développement du jeu n'avait pas de sens particulier, c'était un mot qui sonnait bien comme nom d'univers fantastique. Plus tard, une étymologie lui fut trouvée, il viendrait de la juxtaposition West et North, du fait que les habitants du pays de Wesnoth seraient venus du nord et de l'ouest; le terme de Wesnorth ayant été déformé en Wesnoth par la suite.
Comme tout univers fantastique, Wesnoth possède ses propres monstres, telles les fourmis géantes, proies préférées des araignées géantes. On peut aussi trouver des yétis, des dragons de feu ou même des serpents de mer.

## Campagnes

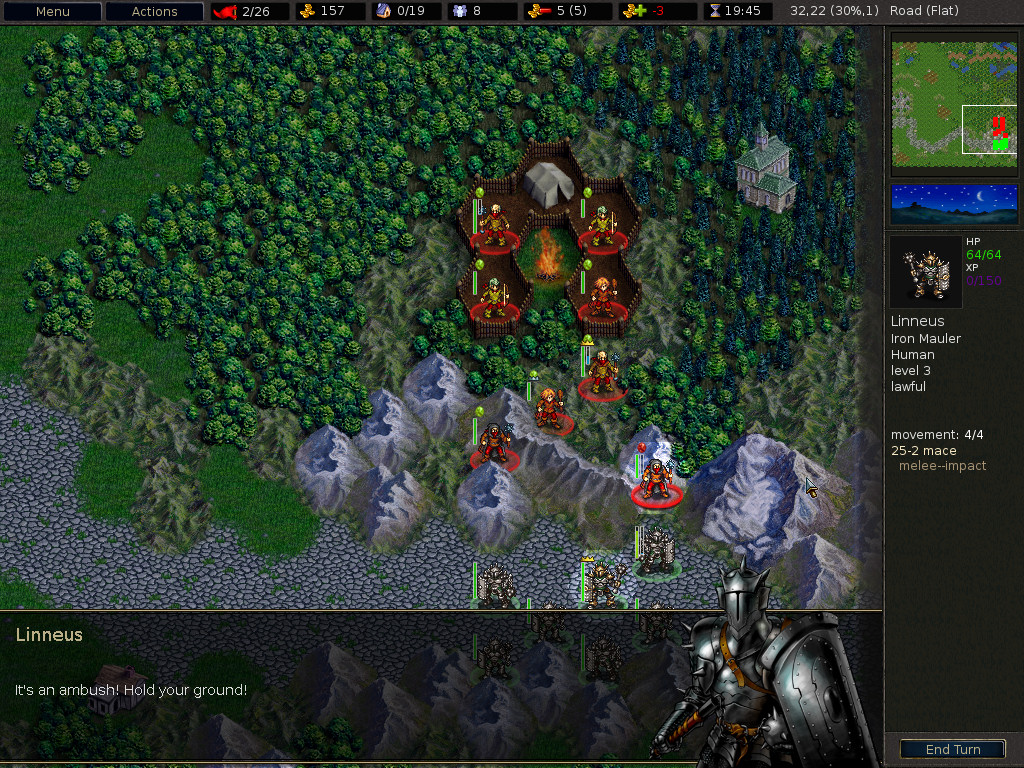
Capture d'écran de The Battle for Wesnoth dans sa version 1.6 (2009).

Les campagnes officielles disponibles sont, dans la version 1.10.0 (2012) :
- L'Héritier du trône, où le joueur incarne le jeune Konrad, décidé à reconquérir son trône usurpé par la reine Asheviere. Épaulé par Delfador le Sage, puis par Kalenz, un haut seigneur elfe. Son périple sera long et lui permettra de fonder bien des alliances.
- L'Histoire des deux frères, une campagne courte (idéale pour les débutants) où le joueur incarne Arne, un chevalier venu aider son frère Bjarne à débarrasser la région d'un mage maléfique. Bjarne se fait enlever, et Arne se lance à sa recherche.
- Une incursion orc, campagne de niveau débutant où des elfes chassent les envahisseurs de leur territoire. Cette campagne a été retirée des campagnes canoniques, mais reste téléchargeable depuis le serveur.
- La Garde Sud, où le joueur incarne Deoran, un jeune chevalier envoyé par le roi pour prendre le commandement de la Garde Sud du royaume. Très vite, Deoran se retrouve à croiser le fer avec des bandits ayant des pouvoirs étranges.
- Liberté, l'histoire de paysans humains qui se révoltent contre la reine Asheviere et deviennent des hors-la-loi
- La légende de Wesmere, dans ce scénario, le joueur incarne le seigneur elfe Kalenz lors de la deuxième invasion orque du Grand Continent.
- L'Invasion orientale, où le joueur incarne Gweddry, un sergent humain, sous le coup d'une invasion de morts vivants. De très nombreux choix sont possibles qui conduisent à des fins bien différentes.
- Le Marteau de Thursagan, campagne des nains de Knalga qui partent en quête du marteau de Thursagan, le plus grand des graveurs de runes, qui confectionna le sceptre de feu.
- Descente dans les ténèbres conte l'histoire d'un apprenti magicien qui a sombré dans la nécromancie.
- Le sceptre de Feu raconte comment le roi Haldric II commanda le sceptre de feu aux Nains, et quels événements arrivèrent avant qu'il ne soit forgé. On joue avec la faction des Nains.
- Le fils de l'Œil Noir, le chef orque Kapoue combat les humains qui convoitent ses territoires.
- L'Essor de Wesnoth, où le joueur incarne le prince Haldric, en lutte avec une armée de créatures chaotiques. Il sera obligé de fuir son royaume dévasté par les orcs et de livrer de nombreuses batailles, alors qu'approche l'hiver.
- La Renaissance du Nord où l'on incarne Tallinn, un esclave humain menant une révolte contre les seigneurs orques
- Sous les soleils brûlants, où le joueur incarne un elfe chargé de guider son peuple hors du désert, à la recherche d'une nouvelle terre. Cette campagne redéfinit des éléments du jeu (ex: le cycle jour-nuit est différent) et ses scénarios sont pleins de rebondissements et de situations inédites.
- Les Mémoires de Delfador, qui raconte la jeunesse du magicien, est incluse depuis la version 1.8. Cette campagne a été retirée dans la version 1.20 en faveur de The Deceiver's Gambit (pas encore de traduction officielle).
- Mortes-Eaux qui raconte la lutte d'ondins contre les morts-vivants, incluse depuis la 1.10.
- Secrets des anciens, incluse depuis la version 1.14.
- Winds of Fate, incluse depuis la version 1.18.0[6]

De plus, de nombreuses campagnes sont conçues par la communauté grâce à l'éditeur de scénario et à des scripts WML (langage de définition des scénarios du jeu) et sont disponibles au téléchargement.
La version 1.10 (2012) introduit aussi une campagne principale jouable en multijoueur : La légende de Wesmere (adaptation de la campagne solo).
Sur steam depuis 2018 et sur itch.io depuis 2021

## Factions

Différentes unités par races ou factions.
1 : Humains (loyalistes, magiciens, hors-la-loi) ;
2 : Morts-vivants (sorciers, zombis, squelettes) ;
3 : Elfes (woses, elfes) ;
4 : Nordiques (trolls, orcs, goblins) ;
5 : Nains ;
6 : Drakes ;
7 : Sauriens ;
8 : Nagas ;
9 : Ondins ;
10 : Ogres.

Par défaut, il y a dans la version 1.14 sept factions différentes :
1. Loyalistes : représente l'espèce humaine dans le jeu. Ils portent de lourdes armures, utilisent toutes sortes d'armes, et un peu de magie. Ils sont avant tout adaptés aux combats à découvert (en plaine, sur les routes) ou lors de la défense de châteaux ;
2. Morts-vivants : il s'agit des fantômes, squelettes et autres créatures de la nuit, menées par des sorciers et autres nécromanciens ; ces créatures sont difficiles à détruire par des armes conventionnelles mais ne résistent pas à la magie ;
3. Rebelles : ce sont pour la plupart des unités elfes qui se déplacent aisément dans les bois. Certaines de leurs unités peuvent se rendre invisibles dans les forêts et prendre en embuscade les unités adverses, il y a aussi parmi eux des magiciens humains ;
4. Nordiques : ce sont les orcs, trolls et autres gobelins, qui misent avant tout sur la force brute au corps à corps et sur leur nombre. Ce sont des unités adaptées à un style de jeu offensif ;
5. Alliance Knalgane : il s'agit d'une alliance entre des nains, robustes combattants à l'aise en montagne et dans les cavernes, et des brigands qui préfèrent la nuit au jour et des attaques surprises aux combats à la régulière ;
6. Drakes, ou Dracans : ce sont des créatures apparentées à des dragons, alliés des sauriens, lézards géants hantant les marécages. Les Drakes peuvent passer outre au terrain en volant, mais sont faibles face à la magie et aux attaques utilisant le froid. Les sauriens sont rapides et résistants au froid, mais en revanche ils sont chétifs et n'aiment pas la chaleur.
7. Peuple des dunes (anciennement Khâlifat) : c'est une faction d'humains venant des déserts et montagnes des terres du sud. Manquant d'unités maniant la magie, le peuple des dunes utilisent plutôt des combattants de mêlée à la précision redoutable, des archers montées et des guérisseurs. Les unités de cette faction coûtent plus chers que celles des Loyalistes, mais cela est contrebalancé par leur haute mobilité, en particulier sur les terrains montagneux.

Il existe aussi des races secondaires qu'on retrouve dans certaines de ces factions :
- les ondins, peuple marin d'humanoïdes, allié aux loyalistes et aux rebelles ;
- les nagas, créatures marines reptiliennes semblables aux ondins  et proches des orcs ;
- les woses, arbres vivants alliés des rebelles ressemblant aux Ents du monde de J. R. R. Tolkien ;
- les ogres, géants stupides parfois enrôlés dans les armées humaines.

Chacune des factions propose une liste d'unités à enrôler. Dans les campagnes en solo, les listes d'unités sont le plus souvent des variantes d'une des factions offertes au jeu multijoueur. The Battle for Wesnoth étant un jeu très extensible où on peut définir ses propres unités et factions, cette liste ne couvre que les ères (jeux de factions) incluses dans le paquetage de base.

## Développement

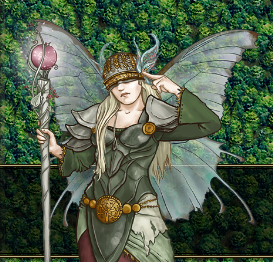
Dessin d'une Sylphe dans l'univers de Wesnoth, créé par Kathrin Polikeit.

L'équipe de développement est assez nombreuse et a inclus (et inclut encore aujourd'hui) quelques grands noms de la communauté du logiciel libre, comme Eric S. Raymond (fondateur de l'Open Source Initiative) ou Rusty Russell (en) (programmeur du noyau Linux).
Les versions de The Battle for Wesnoth sont numérotées à la manière de celles du noyau Linux : les branches de développement ont un numéro de version secondaire impair, les branches stables un numéro pair.
De 2008 à 2012, le projet a bénéficié chaque année du programme Google Summer of Code. Comme le graphisme est un élément important du développement des jeux, deux étudiants ont été recrutés pour un emploi d'été en 2009 dans le cadre du Wesnoth Summer Art Scholarship, pour travailler à plein temps sur les graphismes du jeu; leur rémunération était assurée par des dons de la communauté. Un étudiant ayant participé aux GSoC 2010 et 2011 est aussi à l'origine du développement d'une version améliorée du système de planification (le Whiteboard).
En plus du développement du jeu en lui-même (appelé Mainline), il est possible aux utilisateurs de créer des extensions (des "User Made Content") en utilisant un langage à balise, le Wesnoth Markup Language, inspiré du XML et qui évolue au gré des versions de Wesnoth. Ces extensions peuvent être des cartes (mission solo ou multijoueur), des ères (ensemble de factions destinées à être jouées ensemble et censées être équilibrées) ou des campagnes (ensembles de scénarios reliés entre eux ; elles peuvent être solo ou multijoueur). Il existe un serveur destiné au partage de ces extensions entre joueurs.